# Aulo Postúmio Albino Regilense (tribuno consular em 381 a.C.)
Aulo Postúmio Albino Regilense (em latim: Aulus Postumius Albinus Regillensis) foi um político da gente Postúmia nos primeiros anos da República Romana, eleito tribuno consular em 381 a.C.. 

## Tribunato consular (381 a.C.)
Em 381 a.C., foi eleito pela última vez, com Marco Fúrio Camilo, Lúcio Lucrécio Tricipitino Flavo, Lúcio Postúmio Albino Regilense, Lúcio Fúrio Medulino Fuso e Marco Fábio Ambusto.
Lúcio Fúrio e Marco Fúrio Camilo cuidaram da guerra contra os volscos, que haviam ocupado Satricum, o que levou à declaração de guerra contra a cidade aliada de Túsculo.

## Censor (366 a.C.)?
É possível que este Aulo Postúmio tenha sido o mesmo que foi censor em 366 a.C. com Caio Sulpício Pético.